# Dino Ciccarelli
Temple de la renommée : 2010
Dino Ciccarelli (né le 8 février 1960 à Sarnia, dans la province de l'Ontario au Canada) est un joueur professionnel canadien de hockey sur glace. Il a évolué durant 19 saisons dans la Ligue nationale de hockey au poste d'ailier droit.

## Biographie
Il a porté les couleurs des North Stars du Minnesota, des Capitals de Washington, des Red Wings de Détroit, du Lightning de Tampa Bay et des Panthers de la Floride. Ciccarelli est largement reconnu comme étant l'un des meilleurs joueurs de l'histoire de la ligue à n'avoir jamais remporté la Coupe Stanley. Il se rend jusqu'en finale avec les Wings en 1995, mais il quitte l'équipe peu avant qu'ils ne remportent la Coupe en 1997.
Il est, de tous les joueurs éligibles à être admis au Temple de la renommée du hockey en 2006, le meilleur marqueur; il est actuellement le 41e meilleur de tous les temps. Le fait qu'il n'ait pas encore été admis est dû en grande partie au fait qu'il aurait à quelques reprises été impliqué dans des altercations avec des journalistes après sa retraite. La légitimité de cette raison est controversée parmi les amateurs de hockey, certains indiquant que le comité d'intronisation devrait se concentrer sur ses performances sur la glace qui lui ont largement valu une place au sein du Panthéon, tandis que d'autres soutiennent que l'honneur de l'intronisation ne devrait pas être terni par ce genre d'évènements.
Dino et son frère Robert sont copropriétaires du Sting de Sarnia depuis 1994. Le numéro 8 de Ciccarelli a également été retiré chez son équipe junior, les Knights de London. Les Ciccarelli partagent un lien de parenté avec Phil Esposito.
Il est finalement admis au Temple de la renommée du hockey le 22 juin 2010.

## Carrière internationale
Il a représenté le Canada lors des compétitions internationales. Il a pris part à un championnat du monde junior en 1980 et à deux championnats du monde lors des éditions 1982 et 1987.

## Statistiques
Pour les significations des abréviations, voir Statistiques du hockey sur glace.

### En club
| Saison     | Équipe                   | Ligue      |       | Saison régulière | Saison régulière | Saison régulière | Saison régulière | Saison régulière |    | Séries éliminatoires | Séries éliminatoires | Séries éliminatoires | Séries éliminatoires | Séries éliminatoires |
| Saison     | Équipe                   | Ligue      | PJ    | B                | A                | Pts              | Pun              | PJ               | B  | A                    | Pts                  | Pun                  |                      |                      |
| 1975-1976  | Bees de Sarnia           | WOHL       | 40    | 45               | 43               | 88               |                  | -                | -  | -                    | -                    | -                    |                      |                      |
| 1976-1977  | Knights de London        | OMJHL      | 66    | 39               | 43               | 82               | 45               | 20               | 11 | 13                   | 24                   | 14                   |                      |                      |
| 1977-1978  | Knights de London        | OMJHL      | 68    | 72               | 70               | 142              | 49               | 9                | 6  | 10                   | 16                   | 6                    |                      |                      |
| 1978-1979  | Knights de London        | OMJHL      | 30    | 8                | 11               | 19               | 25               | 7                | 3  | 5                    | 8                    | 0                    |                      |                      |
| 1979-1980  | Knights de London        | OMJHL      | 62    | 50               | 53               | 103              | 72               | 5                | 2  | 6                    | 8                    | 15                   |                      |                      |
| 1979-1980  | Stars d'Oklahoma City    | LCH        | 6     | 3                | 2                | 5                | 0                | -                | -  | -                    | -                    | -                    |                      |                      |
| 1980-1981  | Stars d'Oklahoma City    | LCH        | 48    | 32               | 25               | 57               | 45               | -                | -  | -                    | -                    | -                    |                      |                      |
| 1980-1981  | North Stars du Minnesota | LNH        | 32    | 18               | 12               | 30               | 29               | 19               | 14 | 7                    | 21                   | 25                   |                      |                      |
| 1981-1982  | North Stars du Minnesota | LNH        | 76    | 55               | 51               | 106              | 138              | 4                | 3  | 1                    | 4                    | 2                    |                      |                      |
| 1982-1983  | North Stars du Minnesota | LNH        | 77    | 37               | 38               | 75               | 94               | 9                | 4  | 6                    | 10                   | 11                   |                      |                      |
| 1983-1984  | North Stars du Minnesota | LNH        | 79    | 38               | 33               | 71               | 58               | 16               | 4  | 5                    | 9                    | 27                   |                      |                      |
| 1984-1985  | North Stars du Minnesota | LNH        | 51    | 15               | 17               | 32               | 41               | 9                | 3  | 3                    | 6                    | 8                    |                      |                      |
| 1985-1986  | North Stars du Minnesota | LNH        | 75    | 44               | 45               | 89               | 51               | 5                | 0  | 1                    | 1                    | 6                    |                      |                      |
| 1986-1987  | North Stars du Minnesota | LNH        | 80    | 52               | 51               | 103              | 92               | -                | -  | -                    | -                    | -                    |                      |                      |
| 1987-1988  | North Stars du Minnesota | LNH        | 67    | 41               | 45               | 86               | 79               | -                | -  | -                    | -                    | -                    |                      |                      |
| 1988-1989  | North Stars du Minnesota | LNH        | 65    | 32               | 27               | 59               | 64               | -                | -  | -                    | -                    | -                    |                      |                      |
| 1988-1989  | Capitals de Washington   | LNH        | 11    | 12               | 3                | 15               | 12               | 6                | 3  | 3                    | 6                    | 12                   |                      |                      |
| 1989-1990  | Capitals de Washington   | LNH        | 80    | 41               | 38               | 79               | 122              | 8                | 8  | 3                    | 11                   | 6                    |                      |                      |
| 1990-1991  | Capitals de Washington   | LNH        | 54    | 21               | 18               | 39               | 66               | 11               | 5  | 4                    | 9                    | 22                   |                      |                      |
| 1991-1992  | Capitals de Washington   | LNH        | 78    | 38               | 38               | 76               | 78               | 7                | 5  | 4                    | 9                    | 14                   |                      |                      |
| 1992-1993  | Red Wings de Détroit     | LNH        | 82    | 41               | 56               | 97               | 81               | 7                | 4  | 2                    | 6                    | 16                   |                      |                      |
| 1993-1994  | Red Wings de Détroit     | LNH        | 66    | 28               | 29               | 57               | 73               | 7                | 5  | 2                    | 7                    | 14                   |                      |                      |
| 1994-1995  | Red Wings de Détroit     | LNH        | 42    | 16               | 27               | 43               | 39               | 16               | 9  | 2                    | 11                   | 22                   |                      |                      |
| 1995-1996  | Red Wings de Détroit     | LNH        | 64    | 22               | 21               | 43               | 99               | 17               | 6  | 2                    | 8                    | 26                   |                      |                      |
| 1996-1997  | Lightning de Tampa Bay   | LNH        | 77    | 35               | 25               | 60               | 116              | -                | -  | -                    | -                    | -                    |                      |                      |
| 1997-1998  | Lightning de Tampa Bay   | LNH        | 34    | 11               | 6                | 17               | 42               | -                | -  | -                    | -                    | -                    |                      |                      |
| 1997-1998  | Panthers de la Floride   | LNH        | 28    | 5                | 11               | 16               | 28               | -                | -  | -                    | -                    | -                    |                      |                      |
| 1998-1999  | Panthers de la Floride   | LNH        | 14    | 6                | 1                | 7                | 27               | -                | -  | -                    | -                    | -                    |                      |                      |
| Totaux LNH | Totaux LNH               | Totaux LNH | 1 232 | 608              | 592              | 1 200            | 1 429            | 141              | 73 | 45                   | 118                  | 211                  |                      |                      |

### En équipe nationale
| Année | Compétition                 |    | PJ | B | A | Pts | Pun                |  | Résultat |
| 1980  | Championnat du monde junior | 5  | 5  | 1 | 6 | 2   | 5e place           |  |          |
| 1982  | Championnat du monde        | 9  | 2  | 1 | 3 | 0   | Médaille de bronze |  |          |
| 1987  | Championnat du monde        | 10 | 4  | 2 | 6 | 2   | 4e place           |  |          |

## Trophées et honneurs personnels
- 1977-1978 : 
  - remporte le trophée Jim-Mahon du meilleur buteur ailier droit.
  - nommé dans la deuxième équipe d'étoiles de l'OMJHL.
- 1981-1982 : participe au 34e Match des étoiles de la LNH.
- 1982-1983 : participe au 35e Match des étoiles de la LNH.
- 1988-1989 : participe au 40e Match des étoiles de la LNH.
- 1996-1997 : participe au 47e Match des étoiles de la LNH.
- 2010 : intronisé au Temple de la renommée du hockey en tant que joueur.